# Светско првенство у атлетици на отвореном 1983 — бацање кугле за мушкарце
Такмичење у бацању кугле у мушкој конкуренцији на 1. Светском првенству у атлетици 1983. у Хелсинкију одржано је 7. августa на Олимпијском стадиону.

## Земље учеснице
Учествовало је 20 такмичар из 13 земаља. У квалификацијама које су одржане пре подне такмичари су били подељени у две групе. Дванаест најбољих атлетичара такмичило се увече, истог дана у финалу.
1. Аустрија (1)
2. Египат (1)
3. Источна Немачка (2)
4. Италија (1)
5. Југославија (2)
6. Канада (2)
7. Пољска (1)
8. Сирија (1)
9. САД (3)
10. Совјетски Савез (2)
11. Финска (1)
12. Чехословачка (2)
13. Швајцарска (1)

## Рекорди
| Рекорди пре почетка Светског првенства 1983.  | Рекорди пре почетка Светског првенства 1983. | Рекорди пре почетка Светског првенства 1983. | Рекорди пре почетка Светског првенства 1983. | Рекорди пре почетка Светског првенства 1983. | Рекорди пре почетка Светског првенства 1983. |                               |
| --------------------------------------------- | -------------------------------------------- | -------------------------------------------- | -------------------------------------------- | -------------------------------------------- | -------------------------------------------- | ----------------------------- |
| Олимпијски рекорди                            | Владимир Киселјов                            | Совјетски Савез                              | 21,35                                        | Москва, СССР                                 | 30. јул 1980.                                |                               |
| Светски рекорд                                | Удо Бејер                                    | Источна Немачка                              | 22,22                                        | Лос Анђелес, Сједињене Државе                | 25. јун 1983.                                |                               |
| Рекорд светских првенстава                    | Ово је прво светско првенство                | Ово је прво светско првенство                | Ово је прво светско првенство                | Ово је прво светско првенство                | Ово је прво светско првенство                | Ово је прво светско првенство |
| Најбољи резултат сезоне                       | Удо Бејер                                    | Источна Немачка                              | 22,22                                        | Лос Анђелес, Сједињене Државе                | 25. јун 1983.                                |                               |
| Афрички рекорд                                | Нагуи Асад Јусеф                             | Египат                                       | 20,71                                        | Праг, Чехословачка                           | 21. јун 1972.                                |                               |
| Азијски рекорд                                |                                              |                                              |                                              |                                              |                                              |                               |
| Северноамерички рекорд                        | Брајан Олдфилд                               | Сједињене Државе                             | 22,86                                        | Ел Пасо, САД                                 | 10. мај 1975.                                |                               |
| Јужноамерички рекорд                          |                                              |                                              |                                              |                                              |                                              |                               |
| Европски рекорд                               | Удо Бејер                                    | Источна Немачка                              | 22,22                                        | Лос Анђелес, Сједињене Државе                | 25. јун 1983.                                |                               |
| Океанијски рекорд                             | Лес Милс                                     | Нови Зеланд                                  | 19,80                                        | Хонолулу, Сједињене Државе                   | 3. јул 1967.                                 |                               |
| Рекорди остварени на Светском првенству 1983. |                                              |                                              |                                              |                                              |                                              |                               |
| Рекорд светских првенстава                    | Дејв Лаут                                    | Сједињене Државе                             | 21,08                                        | Хелсинки, Италија                            | 7. август 1983.                              |                               |
| Рекорд светских првенстава                    | Едвард Сарул                                 | Пољска                                       | 21,39                                        | Хелсинки, Италија                            | 7. август 1983.                              |                               |

### Најбољи резултати у 1983. години
Десет најбољих бацача кугле 1983. године пре почетка светског првенства (7. августа 1983) заузимали су следећи пласман на светској ранг листи.
| 1.  | Удо Бејер        | Источна Немачка  | 22,22 | 25. јун |
| 2.  | Дејв Лаут        | Сједињене Државе | 22,02 | 28. мај |
| 3.  | Едвард Сарул     | Пољска           | 21,68 | 31. јул |
| 4.  | Кевин Акинс      | Сједињене Државе | 21,61 | 14. мај |
| 5.  | Мајкл Лејман     | Сједињене Државе | 21,43 | 28. мај |
| 6.  | Ремигијус Мачура | Чехословачка     | 21,41 | 30. јул |
| 7.  | Јанис Бојарс     | Совјетски Савез  | 21,40 | 17. јул |
| 8.  | Улф Тимерман     | Источна Немачка  | 21,36 | 22. мај |
| 9.  | Брајан Олдфилдр  | Сједињене Државе | 21,22 | 28. мај |
| 10. | Јосеф Кубеш      | Чехословачка     | 21,20 | 24. јул |
|     |                  |                  |       |         |
| 27. | Владимир Милић   | Југославија      | 20,61 | 22. јул |
| 34. | Иван Иванчић     | Југославија      | 20,33 | 18. јул |

Атлетичари чија су имена подебљана учествовали су на СП 1983.

## Освајачи медаља
| Освајачи медаља |                 |                  |  |  |  |  |
|                 |                 |                  |  |  |  |  |
|                 |                 |                  |  |  |  |  |
|                 |                 |                  |  |  |  |  |
| Едвард Сарул    | Улф Тимерман    | Ремигијус Мачура |  |  |  |  |
| Пољска          | Источна Немачка | Чехословачка     |  |  |  |  |

## Сатница
| Датум           | Време | Коло          |
| --------------- | ----- | ------------- |
| 7. август 1983. |       | Квалификације |
| 7. август 1983. |       | Финале        |

## Резултати

### Квалификације
Такмичење је одржано 7. августа 1983. године. Атлетичари су били подељени у две групе. Квалификациона норма за пласман у финале износила је 20,00 метара (КВ), коју је пребацило седам бацача, а осталих пет у финале су се пласирали на основу постигнутог резултата (кв).,,,,
| Поз. | Група | Атлетичар         | Земља           | ЛР    | ЛРС   | 1     | 2     | 3     | Резултат | Нап.    |
| ---- | ----- | ----------------- | --------------- | ----- | ----- | ----- | ----- | ----- | -------- | ------- |
| 1.   | А     | Дејв Лаут         | САД             | 22,02 | 21,94 | 21,08 | −     | −     | 21,08    | КВ, РСП |
| 2.   | Б     | Едвард Сарул      | Пољска          | 21,68 | 21,68 | 20,82 | −     | −     | 20,82    | КВ      |
| 3.   | А     | Ремигијус Мачура  | Чехословачка    | 21,74 | 21,41 | 20.67 | −     | −     | 20,67    | КВ      |
| 4.   | Б     | Удо Бејер         | Источна Немачка | 22,64 | 22,31 | 20.29 | −     | −     | 20.29    | КВ      |
| 5.   | А     | Улф Тимерман      | Источна Немачка | 21,36 | 21,36 | 20,10 | −     | −     | 20,10    | КВ      |
| 6.   | А     | Јанис Бојарс      | Совјетски Савез | 21,40 | 21,40 | 19,78 | 20,04 | −     | 20,04    | КВ      |
| 7.   | Б     | Мајкл Лејман      | САД             | 21,43 | 21,43 | 19,24 | 19,28 | 19,88 | 19,88    | кв      |
| 8.   | Б     | Иван Иванчић      | Југославија     | 20,33 | 20,33 | 19,51 | 19,74 | 19,39 | 19,74    | кв      |
| 9.   | Б     | Јосеф Кубеш       | Чехословачка    | 21,20 | 21,20 | 19,38 | 19,73 | 19,54 | 19,73    | кв      |
| 10.  | А     | Владимир Милић    | Југославија     | 21,19 | 20,61 | 19,66 | x     | x     | 19,66    | кв      |
| 11.  | А     | Аулис Акониеми    | Финска          | 20,18 | 19,95 | 19,65 | x     | 18,44 | 19,65    | кв      |
| 12.  | А     | Алесандро Андреи  | Италија         | 20,35 | 20,19 | x     | 19,57 | 19,24 | 19,57    | кв      |
| 13.  | Б     | Кевин Акинс       | САД             | 21,61 | 21,61 | 19,15 | 19,48 | 19,10 | 19,48    |         |
| 14.  | Б     | Ервин Вајцл       | Аустрија        | 19,44 | 19,44 | 18,91 | 19,23 | 18,53 | 19,23    |         |
| 15.  | Б     | Вернер Гинтер     | Швајцарска      | 20,01 | 20,01 | 19,18 | x     | 18,92 | 19,18    |         |
| 16.  | А     | Бископ Долегјевич | Канада          | 20,85 | 20,81 | 18,68 | x     | x     | 18,68    |         |
| 17.  | Б     | Бруно Паулето     | Канада          | 20,61 | 20,61 | 17,46 | 17,22 | 18,32 | 18,32    |         |
| 18.  | Б     | Сергеј Смирнов    | Совјетски Савез | 21,00 | 21,00 | x     | x     | 18,03 | 18,03    |         |
| 19.  | А     | Ахмед Камел Шата  | Египат          | 18,41 |       | 16,66 | 16,47 | 16,73 | 16,73    |         |
|      | А     | Аднан Хоури       | Сирија          |       |       | x     | x     | x     | БП       |         |

Подебљани лични рекорди су и национални рекорди земље коју атлетичар представља

### Финале
Такмичење је одржано 7. августа 1983. године.,,,
| Пласман | Атлетичар        | Земља           | #1    | #2    | #3    | #4    | #5    | #6    | Резултат | Белешке |
| ------- | ---------------- | --------------- | ----- | ----- | ----- | ----- | ----- | ----- | -------- | ------- |
|         | Едвард Сарул     | Пољска          | 21,04 | 20,74 | x     | x     | 20,34 | 21,39 | 21,39    | РСП     |
|         | Улф Тимерман     | Источна Немачка | 19,61 | 20,06 | 20,45 | 20,87 | 21,16 | x     | 21,16    |         |
|         | Ремигијус Мачура | Чехословачка    | 20,26 | x     | x     | 20,74 | x     | 20,98 | 20,98    |         |
| 4.      | Дејв Лаут        | САД             | 20,60 | 20,32 | x     | x     | x     | x     | 20,60    |         |
| 5.      | Јанис Бојарс     | Совјетски Савез | 19,55 | 19,77 | 20,06 | 20,32 | 19,98 | x     | 20,32    |         |
| 6.      | Удо Бејер        | Источна Немачка | 20,08 | 20,09 | x     | 20,07 | x     | x     | 20,09    |         |
| 7.      | Алесандро Андреи | Италија         | 19,80 | 18,65 | 20,07 | 19,61 | x     | 19,30 | 20,07    |         |
| 8.      | Аулис Акониеми   | Финска          | 19,85 | 18,83 | x     | x     | x     | x     | 19,85    |         |
| 9.      | Владимир Милић   | Југославија     | 19,71 | x     | x     |       |       |       | 19,71    |         |
| 10.     | Мајкл Лејман     | САД             | 19,69 | 19,46 | x     |       |       |       | 19,69    |         |
| 11.     | Јосеф Кубеш      | Чехословачка    | 19,62 | x     | 19,67 |       |       |       | 19,67    |         |
| 12.     | Иван Иванчић     | Југославија     | 19,42 | x     | 19,52 |       |       |       | 19,52    |         |